# Fernando Gray
Fernando Javier Gray (Maipú, 25 de octubre de 1970) es un político y abogado argentino, intendente del partido bonaerense de Esteban Echeverría desde diciembre de 2007. Desde diciembre de 2024 es el presidente de la red Mercociudades.

## Biografía
Nació en la ciudad bonaerense de Maipú. A los 18 años se trasladó a la ciudad de Buenos Aires a estudiar derecho. En 2004, se casó con Magdalena Goris, con quien tiene tres hijos.

### Formación
Estudió derecho en la Universidad de Buenos Aires. Fue becado por la Unión Internacional de las Telecomunicaciones para realizar estudios en el Cable & Wireless College Coventry (Reino Unido).

### Trayectoria profesional
Entre 1992 y 1998, se desempeñó en la Comisión Nacional de Comunicaciones (CNC) de la Argentina, donde representó a su país ante organismos internacionales como INTELSAT e INMARSAT.
En abril de 1998 se incorporó al Grupo Telefé, donde se desempeñó como gerente de Relaciones Institucionales.

### Actividad política
En julio de 2001 fue convocado como responsable de la comunicación del Partido Justicialista de la Provincia de Buenos Aires. En diciembre de ese año, durante la presidencia de Eduardo Duhalde, fue nombrado Secretario de Comunicación Social del Ministerio de Desarrollo Social de la Nación. Tras la asunción de Néstor Kirchner, permaneció en el cargo hasta diciembre de 2007.

### Intendente de Esteban Echeverría
En 2007 fue candidato a intendente por el Frente para la Victoria. El 28 de octubre del 2007 venció al por entonces intendente Alberto Groppi, con el 24,42% de los votos.
En 2011, comenzó la construcción del Hospital de Alta Complejidad del Bicentenario. Abrió sus puertas en abril de 2020, brindando asistencia a pacientes durante la pandemia de Covid-19.
En octubre de 2011 consiguió la reelección con el 63.35% de los votos. Luego fue reelecto consecutivamente en las elecciones de 2015, 2019 y 2023.
En 2013 inauguró una planta de tratamiento de residuos cloacales en la localidad de El Jagüel, con capacidad para asistir a 300.000 usuarios. La planta, que transporta las aguas tratadas hasta la rectificación del río Matanza, permitió extender la red cloacal en Esteban Echeverría con capacidad para asistir hasta 600.000 vecinas y vecinos.
En 2021 presentó el programa Invertí en Esteban Echeverría, un régimen de promoción industrial que brinda la eximición del 100% en las tasas municipales por diez años a las empresas que se instalen en el distrito y generen trabajo local. La medida también alcanza a las compañías que ya operan en el partido y buscan expandir sus instalaciones.

### Partido Justicialista de la Provincia de Buenos Aires
Fue vicepresidente del Partido Justicialista de la Provincia de Buenos Aires en los períodos 2017-2018 y 2019-2021 y presidente en el período 2018-2019. después a partir de fines del 2020 enfrentó a Máximo Kirchner por la conducción del partido encabezando una campaña que se llamó Yo Me Planto

### Ámbito Internacional
Fue presidente de la Red Mercociudades entre 2021 y 2022, y lo es nuevamente desde 2024. Desde octubre de 2022, es vicepresidente para América Latina en la Organización Mundial de Ciudades y Gobiernos Locales Unidos (CGLU), con un mandato por cinco años.
A nivel regional, adhiere a las ideas del Frente Amplio de Uruguay e, inclusive, es en la Argentina el principal aliado político del actual presidente uruguayo, Yamandú Orsi.